# Kasarman
Kasarman (kirgisisch Казарман) ist ein Dorf und Verwaltungssitz des Rajon Togus-Toro im Oblus Dschalal-Abad in Kirgisistan.

## Lage
Der Ort liegt etwa 100 km nordöstlich der Hauptstadt Dschalal-Abad in dem Winkel zwischen Ferghanagebirge im Westen und Moldotoo im Norden am Südufer des Naryn in einem Talkessel auf einer Höhe von etwa 1300 Metern.

## Demographie
Bei der Volkszählung 1999 hatte Kasarman 10908 Einwohner, 2009 waren es 9486.

## Verkehr
Kasarman ist nur über Passstraßen von Dschalal-Abad und Naryn aus zu erreichen, deren Pässe im Winter zugeschneit sind. Nördlich des Dorfs liegt der regionale Flughafen Kasarman (ICAO: UAFZ, IATA: (КЗМ)), von dem aus innerkirgisische Flugverbindungen nach Dschalal-Abad, Osch und Bischkek bestehen.

## Umgebung
Etwa 20 km südlich von Kasarman liegt die Goldmine Makmal, die von einer Tochterfirma des Konzerns Kyrgysaltyn betrieben wird und jährlich etwa 1,2 Millionen Tonnen goldhaltiges Erz fördert.
Etwa 30 km südwestlich von Kasarman liegt die archäologische Stätte Saimaluu Tasch mit mehr als 10.000 Petroglyphen.

## Bilder

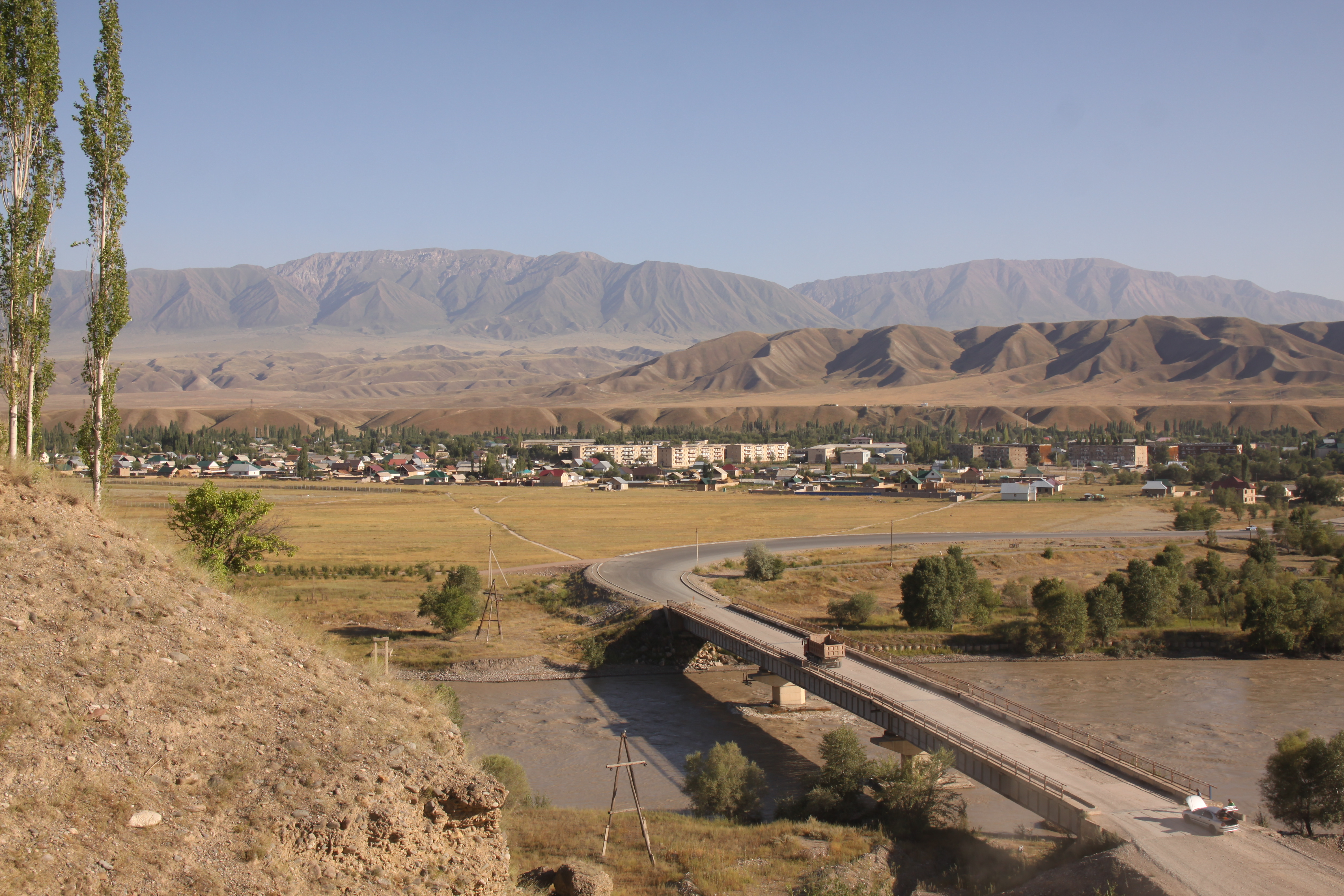
Ansicht von Norden
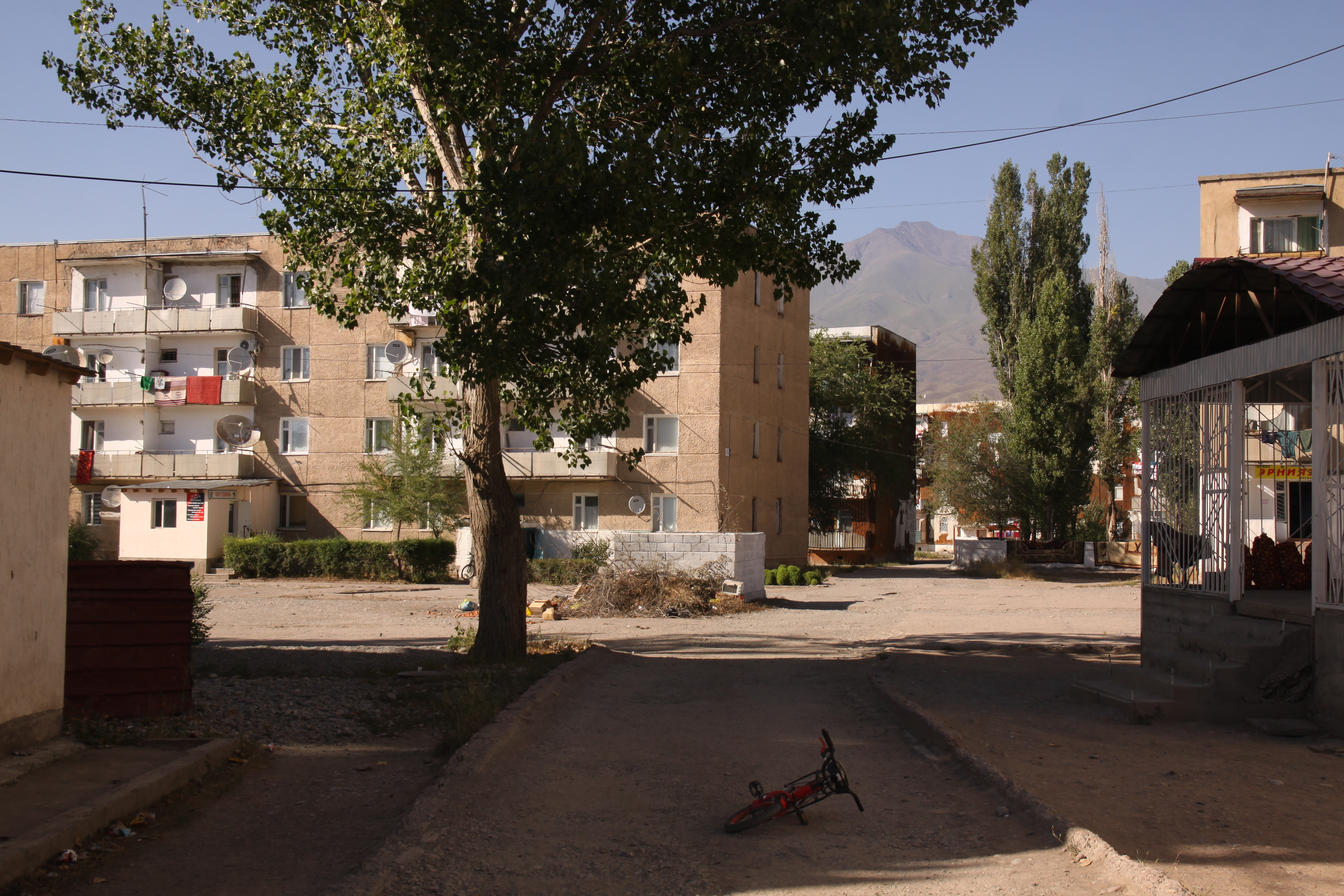
Ortsmitte
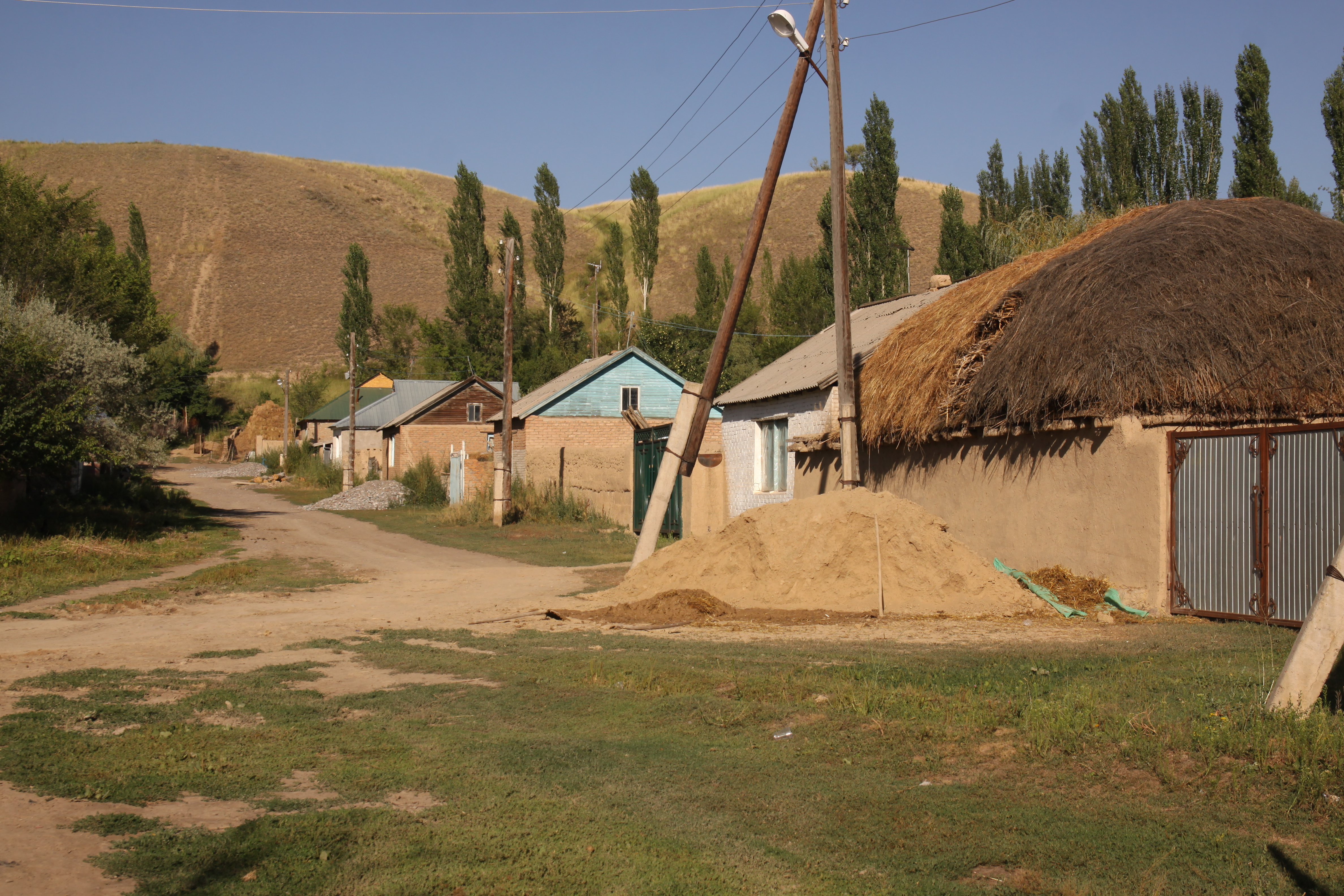
Ortsrand